# 森林之歌
《森林之歌》（羅馬化：Pesn' o lesakh），作品号81，是苏联作曲家德米特里·肖斯塔科维奇所作康塔塔，作于1949年夏。二战后，俄罗斯大草原开展植树造林运动（即「自然改造大计划」），本曲即为庆祝此事而作，本质是为取悦约瑟夫·斯大林，其中某些歌词赞颂「伟大的园丁」者，尤使本作恶名远扬，不过斯大林死后，上述歌词在演出时一般略去。1949年11月15日清唱剧由列宁格勒爱乐乐团首演，执棒者叶夫根尼·穆拉文斯基，受到执政当局欢迎，次年为作曲家赢得一项斯大林奖。

## 概览

### 日丹诺夫政策阴影之下
同肖氏其他产出尤其肖氏所作交响曲中数部相比较，则很容易将《森林之歌》看作过分简单而大众能解的官样作品，此想法却未有考虑本作下笔时所处时代环境。1948年，肖斯塔科维奇同其他一干作曲家再次以日丹诺夫主义中所谓形式主义受到批判。似此极简单而公众能接受的作品正是苏共所要求的。这一时期写作「安全」作品的作曲家非唯肖氏一人：普罗科菲耶夫创作清唱剧《保卫和平》（«На страже мира»）、米亚斯科夫斯基则写作其第27号交响曲。尽管如此，苏联仍用武断难测的手段打击作曲家，其原因不可谓不在此，即社会主义现实主义之理论及其如何应用实则一片模糊。音乐学家玛丽娜·弗罗洛娃-沃克如此阐述当时情况：
|                                | 「社会主义现实主义」从来没有作为讲逻辑的理论起过作用，尽管为了给它造出一种幻象下了巨大的工夫。正相反，它仅仅是一连串口号以及口号之间灰蒙蒙不清不楚的山谷。实际上官员发现这种模糊和缺乏连贯的情形太过好用，正好牺牲掉，因为这就使得他们在操纵艺术家时可以有无限制的灵活。凭着官方一时的心血来潮，交上两部特点差不多的作品，一部可能得到嘉奖，另一部则受到谴责。有时打击作曲家全不过基于恐惧，恐惧不作批判的话那批评家就会被盯上：没有人想要踏错一步。 |
| ——Frolova-Walker 1998，第368頁 | |

于肖斯塔科维奇而言此事为1936年故事重演，惟这次受打击者非止他一人。肖氏作品大部被禁，其本人被强迫公开检讨悔过，主动转变自身风格，其家原享有的特权也被剥夺。1948年4月，他在全联盟作曲家代表大会上表示：
|                  | 当我进入歌唱音乐的领域时，我一面认识到自己片面地喜爱纯器乐题材是错误的，同时也感觉到，仿佛自己受到了一种约束，这是我的重大错误，因为这种特性，使我与植根于人民群众中的音乐形式有了距离……现在我觉得今后我的作品……主要基础应该是旋律……旋律形象一定要接近于民族的旋律因素。 |
| ——肖斯塔科维奇， | |

尤里·柳比莫夫提到当时肖氏「他晚上到电梯口旁边的地方等着被抓，这样至少不会打扰到家人。」此后数年肖氏将作曲工作分为几部分，有电影配乐为付房租、官方作品为保当局将其平反，还有严肃创作「为书桌抽屉」而作。其最后一种创作中有第1号小提琴协奏曲与套曲《犹太民间诗歌选》。

### 创作
出于某些实际原因（非为肖氏个人生存而言），肖斯塔科维奇开始用两套相异的音乐语汇创作。其一更简明容易接受，是为服从苏共方针；其二更复杂抽象，是为其个人艺术之满足。《森林之歌》属于其第一类创作。在此「官样」风格下，肖氏填入诗人叶夫根尼·多尔马托夫斯基之文词，其人所作深孚党意。多氏曾眼见当时新起的植树之事，将其经历分享于作曲家。
自清唱剧起始，有唤出俄罗斯大草原之广漠，是借助暗沉而近于穆索尔斯基式的回忆，所忆者方结束之战争所造成的破坏；而至清唱剧末尾，则有充满活力与肯定意味的赋格，肖氏由此划出情节框架。情节两端之间是为一系列合唱，鼓励植树之举。肖氏之女所在学校校报有文章，讲述少先队投身植树工程之事，创作时肖氏曾阅读之，而请多尔马托夫斯基额外加上诗句为童声合唱团所用，表现少先队员的努力。紧邻终曲之前一段旋律能令人联想肖氏不久前遭到严厉批判的第8号交响曲，惟为避免苛责，其旋律更「容易接受」。最后所用之赋格按肖氏所想实有风险，以时人认为赋格有形式主义风气之故。然肖氏将一俄罗斯民歌用作此乐章基础，加之其或有引用格林卡音乐以为范本，如此其自认为基本消除了风险因素。

### 配器
木管组：长笛3人（其第三人兼演奏短笛）、双簧管3人（其第三人兼演奏英国管）、单簧管3人、巴松2人；
铜管组：圆号4人、小号3人、长号3人、大号；
打击乐组：
定音鼓；
三角铁、小军鼓、铜钹、钟琴；
其他：竖琴2人、钢片琴、弦乐团；
铜管乐团：小号6人、长号6人。

## 结构
全清唱剧作七个乐章，用时约四十分钟：
1. 當戰爭結束了的時候（Когда Война Закончилась）
2. 讓祖國披上森林的外衣（Оденем Родину в леса）[b]
3. 過去的回憶（Память о прошлом）
4. 少年先鋒隊造林歌（Первопроходцы Сажают Леса）
5. 斯大林格勒人在前進（Сталинградцы выходят вперед）[c]
6. 未來的散步（Прогулка в будущее）
7. 光榮

### 歌词
清唱剧第二乐章「讓祖國披上森林的外衣」之标题在合唱中作为副歌重复。此乐章开头如下：
| 原文 | 译文                                                                              |
| --- | --------------------------------------------------------------------------------- |
| Звучит, летит на всю страну, Разносит ветер голоса: “Объявим засухе войну, Оденем Родину в леса, Оденем Родину в леса!” | 號召響遍了全國， 到處掀起這樣的呼聲： 我們要向那旱災宣戰， 讓祖國穿上森林的外衣！ |

本作歌词初有明显歌颂斯大林之内容，自其死后，歌词经过修改而除去对斯大林的个人崇拜，改为歌颂人民及苏联共产党。其中第一、五、七乐章原本直接赞颂斯大林，改动尤甚。第五乐章原名《斯大林格勒人在前进》，改动后不止其中「领袖」，有关斯大林格勒之内容亦全数替换，其名易为《共青团员在前进》。

## 评论

### 长受欢迎
虽此《森林之歌》于肖斯塔科维奇作品中既无最佳之名亦不最受人欢迎，其仍然不断得到演出及录音，理由在于本作之于音乐引用拼贴（pastiche）上颇为引人注目。童声合唱团部分能令人回想柴可夫斯基之《黑桃皇后》，而又能见与格林卡乃至穆索尔斯基相关之端倪。本作又能见古斯塔夫·马勒马勒《大地之歌》的直接影响，而以自省性的第三、第四乐章为甚。肖氏于此二作相似之标题间暗示此事。《森林之歌》其宣传价值或仅在表面，然如此已足使苏共论者满意。
肖斯塔科维奇在此部作品中表现出的由繁入简的风格转变，当时在苏联内部亦引起一些争议，但整体而言仍颇受欢迎。一方面在于作曲家能积极完成当局提倡的音乐任务，一方面在于此作中某些音乐形象，如第一、三乐章的开头部分，皆表现出鲜明的俄罗斯民族风格。此外，作品中某些片段能让人联想到苏联的群众歌曲及此前肖氏自作的电影配乐。

### 向当权低头
作曲家本人以此清唱劇为耻。于首演前，作词家伊萨克·格利克曼向肖氏言说：「要是清唱劇里的不是斯大林，而是比如说荷兰女王威廉明娜，那就好了。她好像很喜欢绿化。」肖氏则回道：「啊，那多好！对音乐我是负责的，至于词嘛……」音乐评论员贝尔南特（Г. Бернандт）亦直言不讳地批评多尔马托夫斯基的词作「质量是不高的」。